# Dentsu
Dentsu Inc. (japansk: 株式会社電通 Kabushiki-gaisha Dentsū or 電通 Dentsū) (TYO: 4324
) er en japansk reklame- og PR-virksomhed med hovedkvarter i Tokyo. De har 62.608 ansatte (2018).